# Micena de llet
Les micenes de llet són micenes, cama-secs micenoides, que, en trencar la cama, exsuden líquid (transparent, lletós, ataronjat, sanguinolent).

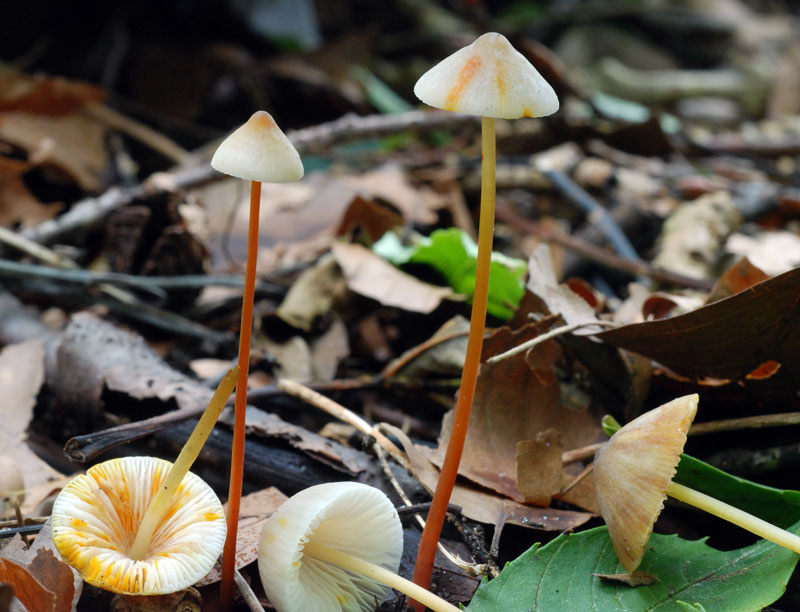
Micena safrà (Mycena crocata)

## Espècies de micenes de llet
Les espècies de micenes de llet més corrents són:
- Mycena erubescens, micena amarga
- Mycena haematopus, micena cama-roja
- Mycena galopus, micena lletrera
- Mycena abramsii, micena primerenca
- Mycena crocata, micena safrà
- Mycena sanguinolenta, micena de sang